# Décatastrophisation
En thérapie cognitive, la décatastrophisation est une technique de restructuration cognitive pour traiter les distorsions cognitives, telles que l'amplification et la catastrophisation, couramment observées dans les troubles psychologiques comme l'anxiété et la psychose.

## Principe
La technique consiste à confronter le pire scénario d'un événement ou d'un objet redouté, en utilisant l'imagerie mentale pour examiner si les effets de l'événement ou de l'objet ont été surestimés (amplifiés ou exagérés) et où les capacités d'adaptation du patient ont été sous-estimées. Le terme a été inventé par Albert Ellis, et diverses versions de la technique ont été développées, notamment par Aaron Temkin Beck.
La décatastrophisation est aussi appelée la technique du "what if",, avec le questionnement : "Et si l'événement ou l'objet redouté se produisait, que se passerait-il alors ?"